# 세미소오름
세미소오름(泉味沼岳)은 대한민국 제주특별자치도 제주시 한림읍 금악리에 있는 봉우리로 높이는 374.8m, 비고 30m, 둘레는 1,548m, 면적은 160,098m2, 폭은 486m이며, 모양은 원형의 화구호로 되어 있다. 세미소오름 굼부리(분화구)에는 세미소라는 연못이 있고, 세미소오름 주변에 이시돌목장이 조성되어 있다.

## 위치
세미소오름의 서쪽에는 금오름이 있고, 남동쪽에는 정물오름과 당오름이 있다. 그리고 못의 동쪽 부분에는 삼나무가 조림되어 숲을 이루고 있으며, 서쪽에는 억새풀밭이 있다.
한림읍 금악리에 있는 이시돌목장 옆의 천주교 성소인 삼뫼소 은총의 동산 정문까지는 여러 갈래의 길이 있다. 정상까지는 약 10분 정도 소요된다.

## 배경
한림읍은 제주특별자치도 제주시의 서부 지역에 있는 읍이다. 동쪽은 애월읍, 서쪽은 한경면, 남쪽은 서귀포시 안덕면, 북쪽은 바다와 접하고 있다. 남쪽 중산간 지대에는 금오름, 문도지오름 등이 분포해 있고 이시돌목장과 같은 목장이 들어서 있다. 읍사무소는 한림리에 있다. 고려 시대에는 '명월현(明月縣)'이라 했다.
조선 시대에는 제주목 소속의 우면(右面)이었는데, 18세기 후반 신우면과 구우면으로 분리되면서 '구우면(舊右面)'이 되었다. 1915년에는 제주도(濟州島) 구우면이라 했고, 1935년에는 한림면(翰林面)으로 개칭했다. 1956년에 한림면을 폐지하고 한림읍과 한경면으로 분리했다. 읍 소재지인 한림리를 비롯한 15개의 법정리를 관할하고 있다.

## 전해오는 이야기
세미소오름은 예로부터 세미소오름 또는 세미수오름이라 불렀으며, 천미소악(泉味沼岳) 또는 천미악 등으로 표기하였다. 세미소오름 굼부리(분화구)에는 물이 고여 있는데, 이 물을 세미소 또는 세미수라고 한다. 이 세미소가 있는 오름이라는 데서 붙인 것이다. 세미소오름 이름의 유래는 화구호를 새미소(새미수)라고 부르며, '새미'는 샘의 제주말, '소'는 깊은 못의 옛말이다. 또 세미소오름은 넓은 '세미소'가 있는 오름(측화산)이라는 데서 붙인 것이다. '세미소'는 '샘이 있는 소'라는 뜻이다.

## 같이 보기
- 금오름
- 정물오름
- 문도지오름
- 이시돌목장